# Ononis variegata
Ononis variegata är en ärtväxtart som beskrevs av Carl von Linné. Ononis variegata ingår i släktet puktörnen, och familjen ärtväxter. Inga underarter finns listade i Catalogue of Life.
Kronbladen är gula.